# شهرستان شارلیکسکی
شهرستان شارلیکسکی (به لاتین: Sharlyksky District) یک شهرستان در روسیه است که در استان اورنبورگ واقع شده‌است.